# 5G
Em telecomunicações, o 5G é o padrão de tecnologia de quinta geração para redes móveis e de banda larga que as empresas de telefonia celular começaram a implantar em todo o mundo no final do ano de 2018. É o sucessor planejado das redes 4G que fornecem conectividade para a maioria dos dispositivos atuais.
Como suas antecessoras, as redes 5G são redes móveis, nas quais a área de serviço é dividida em pequenas áreas geográficas chamadas de células. Todos os dispositivos sem fio 5G, em uma célula, são conectados à internet e à rede telefônica por ondas de rádio, por meio de um transmissor local na célula. A principal vantagem dessas novas redes é a maior largura de banda, proporcionando maior velocidade de download, podendo chegar a até 10 gigabits por segundo (Gbit/s). Devido ao aumento da largura de banda, espera-se que as redes 5G não atendam exclusivamente a telefones celulares, tal como as redes móveis existentes, mas também sejam utilizadas como provedoras de serviços gerais de internet para laptops e computadores desktop, competindo com os fornecedores de acesso à internet (ISPs) existentes, como internet a cabo. Também possibilitarão novas aplicações em internet das coisas (IoT) e áreas de máquina a máquina (M2M). Os aparelhos 4G não podem usar as novas redes, que exigem dispositivos sem fio habilitados para 5G.
O aumento da velocidade é alcançado, em parte, pelo uso de ondas de rádio de frequência mais alta do que as usadas pelas redes móveis anteriores. No entanto, as ondas de rádio de alta frequência têm um alcance físico útil mais curto, exigindo células geográficas menores. Para serviço amplo, as redes 5G operam em até três bandas de frequência: baixa, média e alta. Uma rede 5G é composta de redes de até três tipos diferentes de células, cada uma exigindo designs específicos de antena, onde cada um fornece uma compensação entre velocidade de download em relação a distância e área de serviço. Celulares 5G e dispositivos sem fio se conectam à rede por meio da antena de maior velocidade dentro do alcance em sua localização:
O 5G de bandas de baixa frequência usa uma faixa de frequência semelhante ao dos dispositivos 4G, 600–700 MHz, oferecendo velocidades de download um pouco maiores do que o 4G: 30–250 megabits por segundo (Mbit/s). As torres de celular de banda baixa têm alcance e área de cobertura semelhantes às torres 4G. Já o 5G de média frequência usa micro-ondas de 2,5–3,7 GHz, permitindo velocidades de 100–900 Mbit/s, com cada torre de celular fornecendo serviço em um raio de até vários quilômetros. Este nível de serviço é o mais amplamente implantado e deve ser disponibilizado na maioria das regiões metropolitanas em 2020. Algumas regiões não estão implementando a banda de baixa frequência, tornando este o nível de serviço mínimo. E o 5G de alta frequência usa frequências de 25–39 GHz, perto da parte inferior da banda de onda milimétrica, embora frequências mais altas possam ser usadas no futuro. Muitas vezes atinge velocidades de download na faixa dos gigabit por segundo (Gbit/s), comparável à internet a cabo. No entanto, as ondas milimétricas (mmWave ou mmW) têm um alcance mais limitado, exigindo muitas células pequenas. Elas têm dificuldade em passar por alguns tipos de materiais, como paredes e janelas. Devido ao seu custo mais elevado, os planos são de implantar essas células apenas em ambientes urbanos densos e áreas onde as multidões se reúnem, como estádios de esportes e centros de convenções. As velocidades acima são as alcançadas em testes reais em 2020 e espera-se que as velocidades aumentem a medida que as redes vão sendo lançadas.
O consórcio da indústria que define os padrões para o 5G é a 3rd Generation Partnership Project (3GPP). Ela define qualquer sistema que use o software 5G NR (5G New Radio) como "5G", uma definição que entrou em uso geral no final de 2018. Os padrões mínimos são definidos pela União Internacional de Telecomunicações (UIT). Anteriormente, alguns reservavam o termo 5G para sistemas que ofereciam velocidades de download de 20 Gbit/s, conforme especificado no documento IMT-2020 da UIT.

## Visão geral
As redes 5G são redes móveis digitais, nas quais a área de serviço coberta pelos provedores é dividida em pequenas áreas geográficas chamadas células. Os sinais analógicos que representam sons e imagens são digitalizados no dispositivo, convertidos por um conversor analógico-digital e transmitidos como um fluxo de bits. Todos os dispositivos sem fio 5G em uma célula se comunicam por ondas de rádio com um conjunto de antenas locais e transceptores (transmissores e receptores) automatizado de baixa potência na célula, por canais de frequência atribuídos pelo transceptor a partir de um conjunto de frequências que são reutilizadas em outras células. As antenas locais são conectadas à rede telefônica e à internet por uma fibra óptica de alta largura de banda ou conexão backhaul sem fio. Como em outras redes de celulares, um dispositivo móvel que passa de uma célula para outra é automaticamente "transferido" de forma integrada para a nova célula. O 5G pode suportar até um milhão de dispositivos por quilômetro quadrado, enquanto o 4G suporta apenas até 100.000 dispositivos por quilômetro quadrado. Os novos dispositivos sem fio 5G também têm capacidade 4G (LTE), já que as novas redes usam 4G para estabelecer inicialmente a conexão com a célula, bem como em locais onde o acesso 5G não está disponível.
Vários operadores de rede usam ondas milimétricas para capacidade adicional, bem como maior rendimento. As ondas milimétricas têm um alcance menor do que as micro-ondas, portanto, as células são limitadas a um tamanho menor. As ondas milimétricas também têm mais dificuldade em atravessar as paredes dos edifícios. As antenas de ondas milimétricas são menores do que as grandes antenas usadas nas redes móveis anteriores. Algumas têm apenas alguns centímetros de comprimento.
Grandes aparelhos que usam o método de múltiplas entradas e múltiplas saídas foram implantados para o uso do 4G já em 2016 e normalmente usavam de 32 a 128 antenas pequenas em cada célula. Nas frequências e configurações corretas, podem aumentar o desempenho de 4 a 10 vezes. Vários fluxos de bits de dados são transmitidos simultaneamente. Em uma técnica chamada beamforming, o computador da estação base calculará continuamente a melhor rota para as ondas de rádio alcançarem cada dispositivo sem fio e organizará várias antenas para trabalharem juntas com antenas em fase, criando feixes de ondas milimétricas para alcançar os dispositivos.

### Áreas de aplicação
O setor de radiocomunicação da União Internacional de Telecomunicações (UIT) definiu três áreas de aplicação principais para os recursos aprimorados do 5G. Elas são a Banda Larga Móvel Aprimorada (eMBB), as Comunicações de Baixa Latência Ultra Confiáveis (URLLC) e as Comunicações Maciças de Tipo de Máquina (mMTC). Apenas a eMBB foi implantada em 2020. Já as URLLC e as mMTC estão a vários anos de distância na maioria dos locais.
A Banda Larga Móvel Aprimorada (eMBB) usa o 5G como uma progressão dos serviços de banda larga móvel 4G LTE, com conexões mais rápidas, maior taxa de transferência e mais capacidade. Isso beneficiará áreas de maior tráfego, como estádios, cidades e salas de concertos.
As Comunicações de Baixa Latência Ultra Confiáveis (URLLC) referem-se ao uso da rede para aplicativos e dispositivos de missão crítica que exigem troca de dados robusta e ininterrupta.
As Comunicações Maciças de Tipo de Máquina (mMTC) seriam usadas para se conectar a um grande número de dispositivos. A tecnologia 5G conectará alguns dos 50 bilhões de dispositivos IoT conectados. A maioria usará o Wi-Fi mais barato. Drones, transmitindo via 4G ou 5G, ajudarão nos esforços de recuperação de desastres, fornecendo dados em tempo real para equipes de emergência. A maioria dos carros terá uma conexão de celular 4G ou 5G para muitos serviços. Carros autônomos não precisam de 5G, pois devem ser capazes de operar onde não haja conexão de rede. Embora as cirurgias remotas tenham sido realizadas em 5G, a maioria das cirurgias remotas será realizada em instalações com uma conexão de fibra, geralmente mais rápida e confiável do que qualquer conexão sem fio.

## Outras aplicações

### Automóveis
A 5G Automotive Association tem promovido a tecnologia de comunicação C-V2X que será implantada pela primeira vez em 4G. Ele fornece a comunicação entre veículos e infraestruturas.

### Segurança Pública
Espera-se que o push-to-talk de missão crítica (MCPTT) e vídeo e dados de missão crítica sejam promovidos com o 5G.

### Conexões fixas sem fio
As conexões fixas sem fio oferecerão uma alternativa à banda larga de linha fixa (conexões ADSL, VDSL, fibra óptica e DOCSIS) em alguns locais.

### Transmissão de vídeo sem fio para aplicações de transmissão
A Sony testou a possibilidade de usar redes 5G locais para substituir os cabos SDI usados atualmente em camcorders de radiodifusão.

## Performance

### Velocidade
As velocidades 5G variam de ~50 Mbit/s a mais de um gigabit/s. O 5G mais rápido é conhecido como mmWave. Em 3 de julho de 2019, mmWave tinha uma velocidade máxima de 1,8 Gbit/s na rede 5G da AT&T.
O 5G sub-6 GHz (banda média do 5G), de longe o mais comum, normalmente fornecerá entre 100 e 400 Mbit/s, mas terá um alcance muito maior do que mmWave, especialmente ao ar livre.
O espectro de banda de baixa frequência oferece o maior alcance, portanto, uma área de cobertura maior para um determinado lugar, mas é mais lento do que os outros.
A velocidade do 5G NR em bandas sub-6 GHz pode ser ligeiramente maior do que a do 4G com uma quantidade semelhante de espectro e antenas, embora algumas redes 3GPP 5G sejam mais lentas do que algumas redes 4G avançadas, como a rede LTE/LAA da T-Mobile, que atinge mais de 500 Mbit/s em Manhattan e Chicago. A especificação 5G também permite a LAA (License Assisted Access), mas a LAA no 5G ainda não foi demonstrada. Adicionar LAA a uma configuração 4G existente pode adicionar centenas de megabits por segundo à velocidade, mas esta seria uma extensão do 4G, não uma parte nova do padrão 5G.
A similaridade em termos de taxa de transferência entre 4G e 5G nas bandas existentes é que o 4G já se aproxima do limite de Shannon nas taxas de comunicação de dados. As velocidades 5G no espectro de onda milimétrica menos comum, com sua largura de banda muito mais abundante e intervalo mais curto e, portanto, maior capacidade de reutilização de frequência, podem ser substancialmente maiores.

### Latência
No 5G, a "latência do ar" no envio de equipamentos em 2019 era de 8–12 milissegundos. A latência para o servidor deve ser adicionada à "latência do ar" para a maioria das comparações. A Verizon relata que a latência em sua implantação inicial do 5G é de 30 ms: servidores de borda próximos às torres podem reduzir a latência para 10–20 ms; 1–4 ms será extremamente raro por anos fora do laboratório.

## Padrões
Inicialmente, o termo foi associado ao padrão IMT-2020 da União Internacional de Telecomunicações, que exigia uma velocidade de download de pico teórica de 20 gigabits por segundo e 10 gigabits por segundo de velocidade de upload, além de outros requisitos. Então, o grupo de padrões da indústria 3GPP escolheu o padrão 5G NR (New Radio) junto com o LTE como sua proposta para apresentação ao padrão IMT-2020.
A primeira fase das especificações 3GPP 5G no Release-15 foi programado para ser concluído em 2019. A segunda fase no Release-16 deve ser concluída em 2020.
O 5G NR pode incluir frequências mais baixas (FR1), abaixo de 6 GHz, e frequências mais altas (FR2), acima de 24 GHz. No entanto, a velocidade e a latência nas primeiras implantações do FR1, usando o software 5G NR em hardware 4G (não autônomo), são apenas ligeiramente melhores do que os novos sistemas 4G, estimados em 15 a 50% melhores.
O Instituto de Engenheiros Eletricistas e Eletrônicos (IEEE) cobre várias áreas do 5G com um foco central em seções de cabo de aço entre a cabeça de rádio remota (RRH) e a unidade de banda base (BBU). Os padrões 1914.1 se concentram na arquitetura de rede e na divisão da conexão entre a RRU e a BBU em duas seções principais. Unidade de Rádio (RU) para a Unidade Distribuidora (DU) sendo a NGFI-I (Next Generation Fronthaul Interface) e a DU para a Unidade Central (CU) sendo a interface NGFI-II permitindo uma rede mais diversa e econômica. O NGFI-I e o NGFI-II têm valores de desempenho definidos que devem ser compilados para garantir que os diferentes tipos de tráfego definidos pela UIT possam ser transportados. O padrão 1914.3 está criando um novo formato de quadro Ethernet capaz de transportar dados IQ de uma maneira muito mais eficiente, dependendo da divisão funcional utilizada. Isso é baseado na definição da 3GPP de divisões funcionais. Vários padrões de sincronização de rede dentro dos grupos IEEE estão sendo atualizados para garantir que a precisão do tempo da rede na RU seja mantida a um nível necessário para o tráfego transportado por ela.

### 5G NR
O 5G NR (New Radio) é uma nova interface aérea desenvolvida para a rede 5G. E deve ser o padrão global para a interface aérea de redes 3GPP 5G.

#### Implementações pré-padrão
- 5GTF: A rede 5G implementada pela operadora americana Verizon para acesso sem fio fixo no final de 2010 usa uma especificação pré-padrão conhecida como 5GTF (Verizon 5G Technical Forum). O serviço 5G fornecido aos clientes nesta norma é incompatível com o 5G NR. Existem planos para atualizar o 5GTF para o 5G NR assim que atender às especificações rígidas da Verizon para seus clientes", de acordo com a Verizon.[41]
- 5G-SIG: Especificação pré-padrão do 5G desenvolvida pela KT Corporation. Implantada nos Jogos Olímpicos de Inverno de Pyeongchang em 2018.[42]

### Internet das coisas
Na internet das coisas (IoT), o 3GPP vai apresentar a evolução do NB-IoT e do eMTC (LTE-M) como tecnologias 5G para o caso de uso LPWA (Área Ampla de Baixa Potência).

## Desenvolvimento

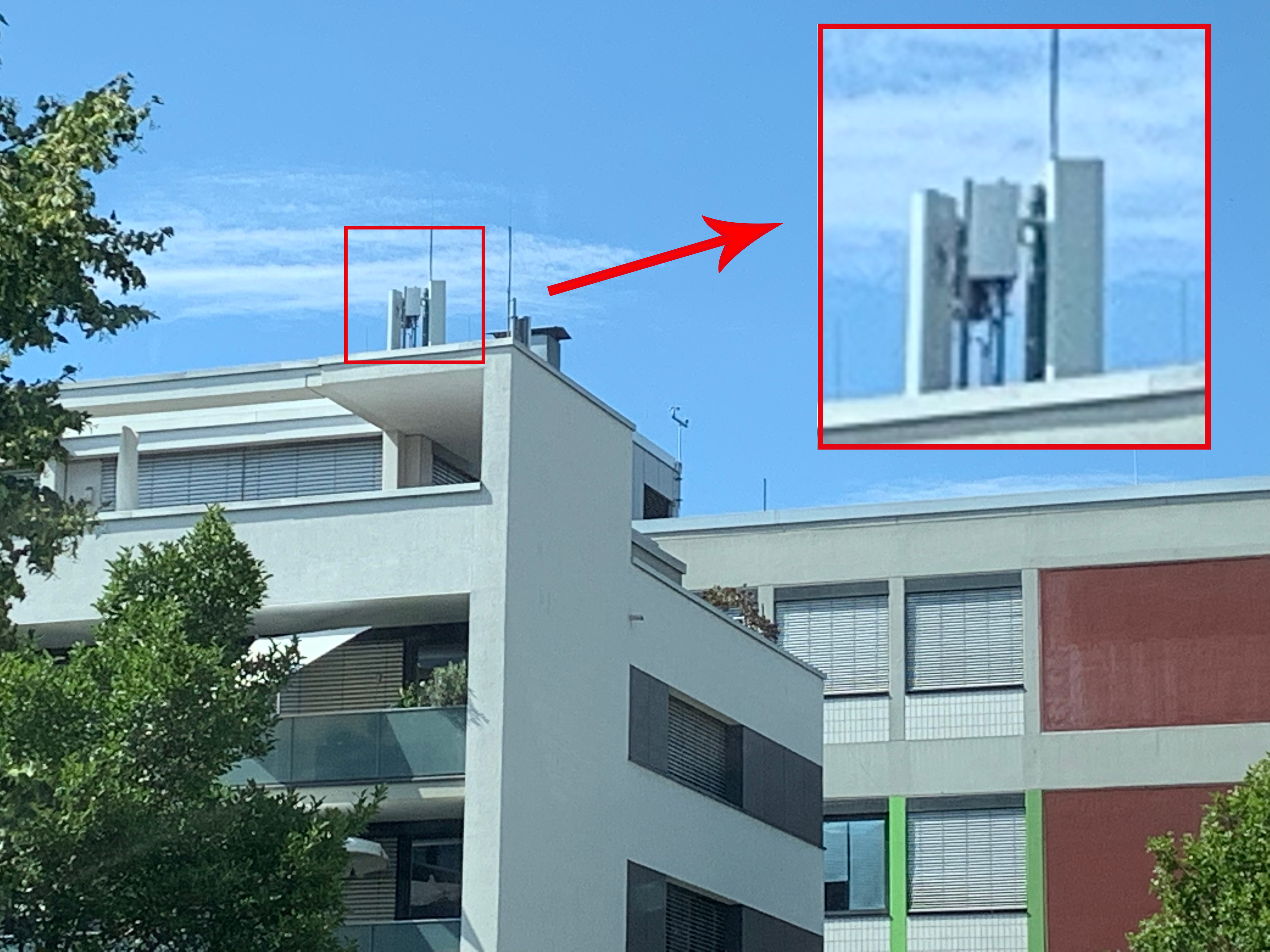
Antena de uma célula 5G de 3,5 GHz da Deutsche Telekom em Darmstadt, Alemanha

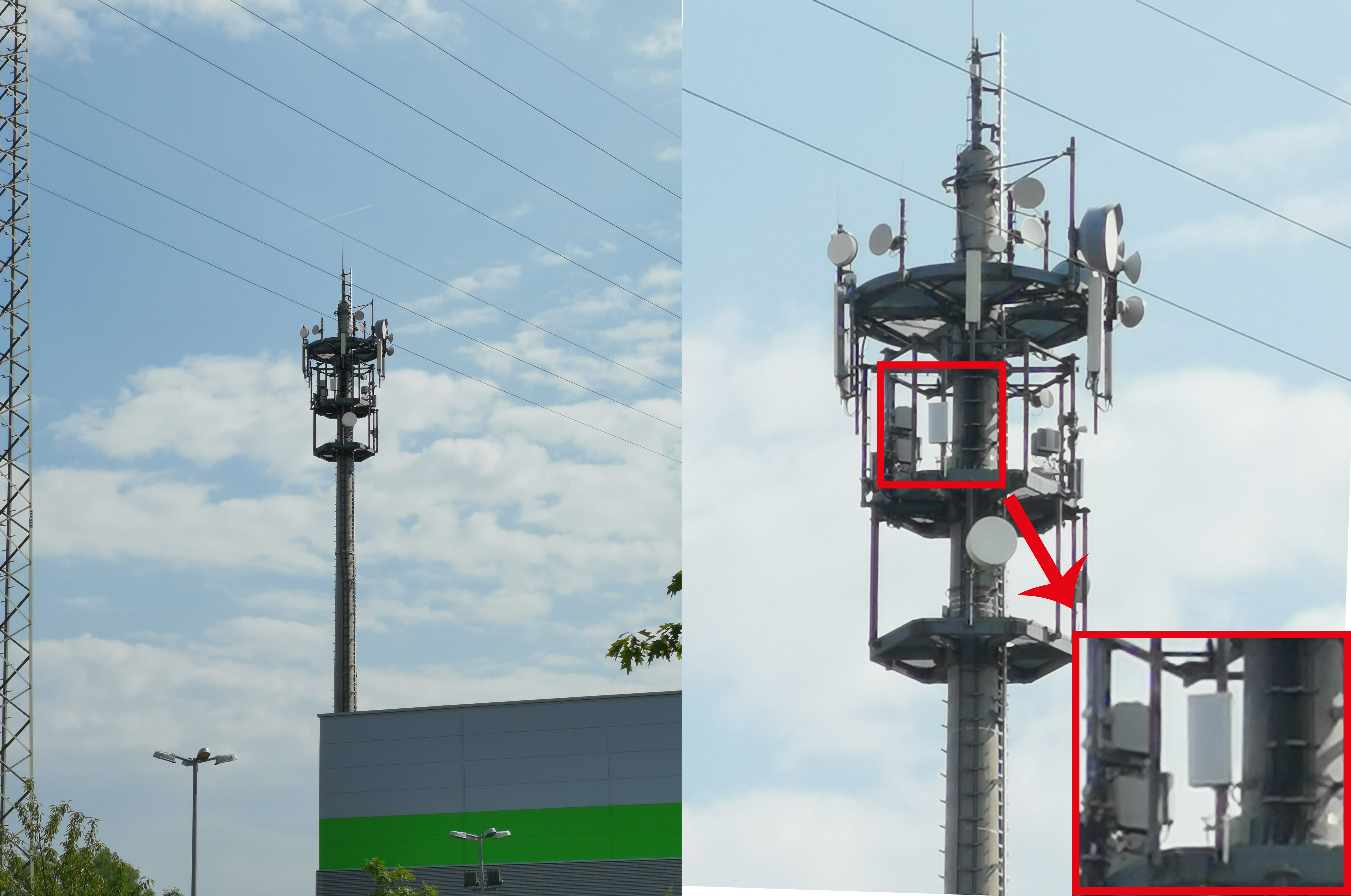
Antena de uma célula 5G de 3,5 GHz da Vodafone em Karlsruhe, Alemanha

Além das redes de operadoras móveis, o 5G também deve ser usado para redes privadas com aplicações em IoT industrial, rede corporativa e comunicações críticas.
Os lançamentos iniciais de 5G NR dependiam do emparelhamento com a infraestrutura LTE (4G) existente no modo não autônomo (NSA) (rádio 5G NR com núcleo 4G), antes da maturação do modo autônomo (SA) com a rede principal 5G.
Em abril de 2019, a Associação de Fornecedores Móveis Globais identificou 224 operadoras em 88 países que demonstraram que, estão testando ou experimentando, ou foram licenciadas para realizar testes de campo de tecnologias 5G, estão implantando redes 5G ou anunciaram o lançamento de serviços. Os números equivalentes em novembro de 2018 eram 192 operadoras em 81 países. O primeiro país a adotar o 5G em grande escala foi a Coreia do Sul, em abril de 2019. A gigante sueca das telecomunicações Ericsson previu que a internet 5G cobrirá até 65% da população mundial até o final de 2025. Além disso, planeja investir 1 bilhão reais (U$ 238,30 milhões) no Brasil para adicionar uma nova linha de montagem dedicada à tecnologia de quinta geração (5G) para suas operações na América Latina.
Quando a Coreia do Sul lançou sua rede 5G, todas as operadoras usavam estações base e equipamentos Samsung, Ericsson e Nokia, exceto LG UPlus, que também usava equipamentos Huawei. A Samsung era o maior fornecedor de estações base 5G na Coreia do Sul no lançamento, tendo enviado por navio, 53.000 estações base na época, de 86.000 estações base instaladas em todo o país na época.
As primeiras implementações bastante substanciais foram em abril de 2019. Na Coréia do Sul, a SK Telecom reivindicou 38.000 estações base, KT Corporation 30.000 e LG UPlus 18.000; dos quais 85% estão em seis grandes cidades. Elas estão usando espectro de 3,5 GHz (sub-6) no modo não autônomo (NSA) e as velocidades testadas foram de 193 a 430 Mbit/s para baixo. Cerca de 260.000 foram instaladas no primeiro mês e 4,7 milhões no final de 2019.
Nove empresas vendem hardware de rádio 5G e sistemas 5G para operadoras: Altiostar, Cisco Systems, Datang Telecom/Fiberhome, Ericsson, Huawei, Nokia, Qualcomm, Samsung e ZTE.

### Espectro
Grandes quantidades do novo espectro de rádio (bandas de frequência 5G NR) foram alocadas para o 5G. Por exemplo, em julho de 2016, a Comissão Federal de Comunicações dos Estados Unidos (FCC) liberou grandes quantidades de largura de banda em espectro de banda alta subutilizada para o 5G. A Spectrum Frontiers Proposal (SFP) dobrou a quantidade de espectro não licenciado de ondas milimétricas para 14 GHz e criou quatro vezes a quantidade de espectro flexível para uso móvel que a FCC tinha licenciado até agora. Em março de 2018, os legisladores da União Europeia concordaram em abrir as bandas de 3,6 e 26 GHz até 2020.
Em março de 2019, havia alegadamente 52 países, territórios, regiões administrativas especiais, territórios disputados e dependências que estavam formalmente considerando a introdução de certas bandas de espectro para serviços 5G terrestres, estavam realizando consultas sobre alocações de espectro adequadas para o 5G, reservaram espectro para o 5G, anunciaram planos de leiloar frequências ou já alocaram espectro para uso 5G.

### Espectro não licenciado
As operadoras de rede móvel estão usando cada vez mais espectro não licenciado nas bandas de frequência de 2,4 e 5 gigahertz. As redes 4G e 5G também usam essas bandas para descarregar o tráfego em áreas altamente congestionadas e fornecer conectividade para bilhões de dispositivos IoT. Avanços em Wi-Fi, LTE em espectro não licenciado (LTE-U), Acesso com Licença Assistida (LAA) e MulteFire usam tecnologias 4G e 5G nessas bandas.

## Dispositivos 5G

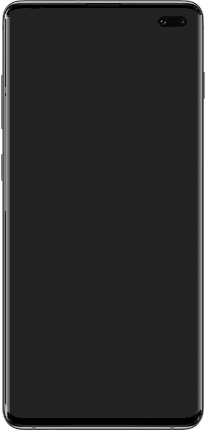
Samsung Galaxy S10 5G, o primeiro smartphone capaz de se conectar a redes 5G

Em março de 2019, a Associação de Fornecedores Móveis Globais lançou o primeiro banco de dados do setor rastreando lançamentos de dispositivos 5G em todo o mundo. Nele, o GSA identificou 23 fornecedores que confirmaram a disponibilidade dos próximos dispositivos 5G com 33 dispositivos diferentes, incluindo variantes regionais. Havia sete fatores de forma de dispositivo 5G anunciados: telefones (×12 dispositivos), pontos de acesso (×4), equipamentos internos e externos nas instalações de cliente (×8), módulos (×5), dongles de encaixe e adaptadores (×2) e terminais USB (×1). Em outubro de 2019, o número de dispositivos 5G anunciados aumentou para 129, em 15 formatos, de 56 fornecedores.
Na area de chipset 5G para dispositivos IoT, em abril de 2019 havia quatro chipsets de modem 5G comerciais e um processador/plataforma comercial, com mais lançamentos esperados em um futuro próximo.
Em 6 de março de 2020, o primeiro smartphone Samsung Galaxy S20 totalmente 5G foi lançado. De acordo com o Business Insider, o recurso 5G foi apresentado como mais caro em comparação com o 4G; a linha começa em US$ 1.000, em comparação com o Samsung Galaxy S10e que começou em US$ 750. Em 19 de março, a HMD Global, o atual fabricante de telefones da marca Nokia, anunciou o Nokia 8.3 5G, que alegou ter uma gama mais ampla de compatibilidade 5G do que qualquer outro telefone lançado até então. O modelo de gama média, com um preço inicial na zona do euro de € 599, suporta todas as bandas 5G de 600 MHz a 3,8 GHz.

## Tecnologia

### Novas frequências de rádio
A interface aérea definida pela 3GPP para o 5G é conhecida como New Radio (NR), e a especificação é subdividida em duas bandas de frequência, FR1 (abaixo de 6 GHz) e FR2 (mmWave), cada uma com recursos diferentes.

#### Faixa de frequência 1 (<6 GHz)
A largura de banda máxima do canal definida para FR1 é 100 MHz, devido à escassez de espectro contínuo nesta faixa de frequência lotada. A banda mais amplamente utilizada para 5G nesta faixa é 3,3–4,2 GHz. As operadoras coreanas estão usando a banda n78 a 3,5 GHz, embora algum espectro de ondas milimétricas também tenha sido alocado.

#### Faixa de frequência 2 (> 24 GHz)
A largura de banda mínima do canal definida para FR2 é 50 MHz e a máxima é 400 MHz, com agregação de dois canais compatível com a 3GPP Versão 15. Nos Estados Unidos, a Verizon está usando a banda n258 de 28 GHz e a AT&T está usando 39 GHz. Quanto mais alta a frequência, maior a capacidade de suportar altas velocidades de transferência de dados.

##### Cobertura FR2
O 5G na faixa de 24 GHz ou acima usa frequências mais altas do que 4G e, como resultado, alguns sinais 5G não são capazes de viajar grandes distâncias (mais de algumas centenas de metros), ao contrário dos sinais 4G ou 5G de frequência mais baixa (sub 6 GHz). Isso requer a colocação de estações base 5G a cada poucas centenas de metros para usar bandas de frequência mais altas. Além disso, esses sinais 5G de frequência mais alta não podem penetrar objetos sólidos facilmente, como carros, árvores e paredes, devido à natureza dessas ondas eletromagnéticas de frequência mais alta. As células 5G podem ser deliberadamente projetadas para serem o mais discretas possível, o que pode ser aplicado em lugares como restaurantes e shopping centers.
| Tipos de célula      | Tipos de célula      | Ambiente de implantação                                                    | Número máx. de usuários   | Potência de saída (mW)                 | Distância máx. da estação base |
| -------------------- | -------------------- | -------------------------------------------------------------------------- | ------------------------- | -------------------------------------- | ------------------------------ |
| 5G NR FR2            | Femtocélula          | Casas, empresas                                                            | Casa: 4–8 Empresas: 16–32 | dentro: 10–100 ao ar livre: 200–1000   | dezenas de metros              |
| 5G NR FR2            | Picocélula           | Áreas públicas, como shoppings, aeroportos, estações de trem, arranha-céus | 64 a 128                  | dentro: 100–250 ao ar livre: 1000–5000 | dezenas de metros              |
| 5G NR FR2            | Microcélula          | Áreas urbanas para preencher lacunas de cobertura                          | 128 a 256                 | ao ar livre: 5000−10000                | algumas centenas de metros     |
| 5G NR FR2            | Metrocélula          | Áreas urbanas para fornecer capacidade adicional                           | mais que 250              | ao ar livre: 10000−20000               | centenas de metros             |
| Wi-Fi(para compação) | Wi-Fi(para compação) | Casas, empresas                                                            | menos que 50              | dentro: 20–100 ao ar livre: 200–1000   | algumas dezenas de metros      |

### GrandesMIMO
As grandes antenas MIMO (que utilizam tecnologia de múltiplas entradas e múltiplas saídas) aumentam a taxa de transferência do setor e a densidade da capacidade usando um grande número de antenas MIMO multiusuário (MU-MIMO). Cada antena é controlada individualmente e pode incorporar componentes de transceptor de rádio. A finlandesa Nokia reivindicou um aumento de cinco vezes no aumento de capacidade para um sistema de antena 64-Tx/64-Rx. O termo "grande MIMO" (em inglês: Massive MIMO) foi inventado pelo pesquisador do Nokia Bell Labs, Dr. Thomas L. Marzetta, em 2010, e foi lançado em redes 4G, como a Softbank no Japão.
De mais de 562 demonstrações separadas de 5G, testes ou ensaios globais de tecnologias 5G, pelo menos 94 deles envolveram o teste de Grandes MIMO no contexto de 5G.

### Computação de ponta
A computação de ponta é fornecida por servidores de computação mais próximos do usuário final. Ele reduz a latência e o congestionamento do tráfego de dados.

### Célula pequena
As células pequenas são nós de acesso de rádio celular de baixa potência que operam em espectro licenciado e não licenciado, e que tem um alcance de 10 metros a alguns quilômetros. As células pequenas são essenciais para as redes 5G, já que as ondas de rádio do 5G não podem viajar por longas distâncias, devido às frequências mais altas do 5G.

### Beamforming
Beamforming, como o nome sugere, é usado para direcionar as ondas de rádio para um alvo. Isso é realizado moldando as ondas de rádio para apontar em uma direção específica. A técnica combina a potência dos elementos do conjunto de antenas de tal forma que os sinais em ângulos específicos sofrem interferência construtiva, enquanto outros sinais apontando para outros ângulos sofrem interferência destrutiva. Isso melhora a qualidade do sinal na direção específica, bem como as velocidades de transferência de dados. O 5G usa beamforming para melhorar a qualidade do sinal que fornece. A formação de feixes pode ser realizada usando antenas em fase.

### Convergência de Wi-Fi e celular
Um benefício esperado da transição para 5G é a convergência de várias funções de rede para obter reduções de custo, energia e complexidade. A LTE tem como objetivo a convergência com a banda/tecnologia Wi-Fi por meio de vários esforços, como License Assisted Access (LAA; sinal 5G em bandas de frequência não licenciadas que também são usadas por Wi-Fi) e LTE-WLAN Aggregation (LWA; convergência com Wi-Fi Rádio), mas as diferentes capacidades do celular e do Wi-Fi limitaram o escopo da convergência. No entanto, a melhoria significativa nas especificações de desempenho celular em 5G, combinada com a migração de Rede de Acesso de Rádio Distribuída (D-RAN) para Nuvem ou RAN Centralizada (C-RAN) e implantação de células pequenas de celulares pode potencialmente estreitar a lacuna entre redes Wi-Fi e celular em implantações densas e internas. A convergência de rádio pode resultar em compartilhamento que vai desde a agregação de canais de celular e Wi-Fi ao uso de um único dispositivo de silício para várias tecnologias de acesso de rádio.

### NOMA (acesso múltiplo não ortogonal)
O NOMA (acesso múltiplo não ortogonal) é uma técnica de acesso múltiplo proposta para futuros sistemas celulares por meio de alocação de energia.

### SDN/NFV
Inicialmente, as tecnologias de comunicações móveis para celulares foram concebidas no contexto da prestação de serviços de voz e acesso à internet. Hoje, uma nova era de ferramentas e tecnologias inovadoras tende a desenvolver um novo conjunto de aplicações. Esse conjunto de aplicativos consiste em diferentes domínios, como a internet das Coisas (IoT), web de veículos autônomos conectados, robôs controlados remotamente e sensores heterogêneos conectados para servir a aplicações versáteis. Nesse contexto, o fatiamento de rede emergiu como uma tecnologia-chave para abraçar com eficiência esse novo modelo de mercado.

### Codificação de canal
As técnicas de codificação de canal para o 5G NR mudaram de turbo códigos em 4G para códigos polares para os canais de controle e LDPC (códigos de verificação de paridade de baixa densidade) para os canais de dados.

### Operação em espectro não licenciado
Como o LTE no espectro não licenciado, o 5G NR também suportará a operação no espectro não licenciado (NR-U). Além do License Assisted Access (LAA) do LTE que permite às operadoras usar o espectro não licenciado para impulsionar seu desempenho operacional para os usuários, no 5G NR ele suportará operação autônoma NR-U não licenciada que permitirá que novas redes 5G NR sejam estabelecidas em ambientes diferentes sem adquirir licença operacional no espectro licenciado, por exemplo para rede privada localizada ou diminuir a barreira de entrada para prestação de serviços de internet 5G ao público.

## Interferência eletromagnética
O espectro utilizado por várias propostas do 5G será próximo ao de sensoriamento remoto passivo, como por satélites meteorológicos e de observação da Terra, particularmente para monitoramento de vapor d'água. A interferência eletromagnética ocorrerá e será potencialmente significativa sem controles eficazes. Um aumento na interferência já ocorreu com alguns outros usos anteriores de bandas próximas. A interferência nas operações de satélite prejudica o desempenho da previsão numérica do tempo, com impactos econômicos e de segurança pública substancialmente deletérios em áreas como a aviação comercial.
As preocupações levaram o Secretário do Comércio dos Estados Unidos, Wilbur Ross, e o Administrador da NASA, Jim Bridenstine, em fevereiro de 2019, a instar a Comissão Federal de Comunicações (FCC) a atrasar algumas propostas de leilão de espectro, que foram rejeitadas. Os presidentes do Comitê de Apropriações da Câmara e do Comitê de Ciência da Câmara escreveram cartas separadas ao presidente da FCC, Ajit Pai, pedindo uma revisão e consulta adicionais com a Administração Oceânica e Atmosférica Nacional (NOAA), NASA e Departamento de Defesa dos Estados Unidos (DoD), e advertindo sobre impactos prejudiciais à segurança nacional. O diretor da NOAA em exercício, Neil Jacobs, testemunhou perante o Comitê da Câmara dos Estados Unidos em maio de 2019 que as emissões fora de banda do 5G poderiam causar uma redução de 30% na precisão da previsão do tempo e que a degradação resultante no desempenho do modelo Sistema de Previsão Integrada (do ECMWF) teria resultado em falha na previsão do curso de tempestades e portanto, no impacto da supertempestade Sandy em 2012. A Marinha dos Estados Unidos em março de 2019 escreveu um memorando de advertência sobre a deterioração e fez sugestões técnicas para controlar os limites de vazamento de banda, para teste e campo, e para a coordenação da indústria sem fio e reguladores com organizações de previsão do tempo.
Na quadrienal Conferência Mundial de Radiocomunicação (WRC) de 2019, os cientistas atmosféricos defenderam um buffer forte de −55 dBW, os reguladores europeus concordaram com uma recomendação de −42 dBW e os reguladores dos Estados Unidos (da FCC) recomendaram uma restrição de −20 dBW, que permitiria sinais 150 vezes mais fortes do que a proposta europeia. A União Internacional de Telecomunicações (UIT) decidiu em um intermediário −33 dBW até 1 de setembro de 2027 e depois disso um padrão de −39 dBW. Isso está mais próximo da recomendação europeia, mas mesmo o padrão atrasado mais elevado é muito mais fraco do que aquele defendido pelos cientistas atmosféricos, disparando alertas da Organização Meteorológica Mundial (OMM) de que o padrão da UIT, 10 vezes menos rigoroso do que sua recomendação, traz o "potencial de degradar significativamente a precisão dos dados coletados". Um representante da Sociedade Meteorológica Américana (AMS) também alertou sobre a interferência, e o Centro Europeu de Previsões do Tempo de Médio Prazo (ECMWF), severamente alertou, dizendo que a sociedade corre o risco de "a história se repetir" por ignorar os avisos dos cientistas atmosféricos (referenciando o aquecimento global, cujo monitoramento pode estar em perigo). Em dezembro de 2019, um pedido bipartidário foi enviado do Comitê de Ciência da Câmara dos Estados Unidos ao Escritório de Contabilidade do Governo (GAO) para investigar por que há tal discrepância entre as recomendações das agências científicas civis e militares dos Estados Unidos, dos reguladores europeus, e da FCC.

## Preocupações com segurança
Um relatório publicado pela Comissão Europeia e pela Agência Europeia de Segurança Cibernética detalha as questões de segurança em torno do 5G. O relatório alerta contra o uso de um único fornecedor para a infraestrutura 5G de uma operadora, especialmente aquelas baseadas fora da União Europeia (Nokia e Ericsson são os únicos fabricantes europeus de equipamento 5G).
Em 18 de outubro de 2018, uma equipe de pesquisadores da ETH Zurich, da Universidade de Lorraine e da Universidade de Dundee publicou um artigo intitulado "Uma Análise Formal da Autenticação 5G".
Ele alertou que a tecnologia 5G poderia abrir terreno para uma nova era de ameaças à segurança. O artigo descreveu a tecnologia como "imatura e insuficientemente testada" e que "permite a movimentação e o acesso a quantidades muito maiores de dados e, assim, amplia as superfícies de ataque". Simultaneamente, empresas de segurança de rede como Fortinet, Arbor Networks, A10 Networks, e Voxility aconselharam sobre implantações de segurança personalizadas e mistas contra ataques DDoS em massa previstos após a implantação 5G.
A IoT Analytics estimou um aumento no número de dispositivos IoT, habilitados pela tecnologia 5G, de 7 bilhões em 2018 para 21,5 bilhões em 2025. Isso pode aumentar a superfície de ataque para esses dispositivos em uma escala substancial, e a capacidade de ataques DDoS, cryptojacking, e de outros ataques cibernéticos podem aumentar proporcionalmente.
Devido a temores de possível espionagem de usuários por fornecedores de equipamentos chineses, vários países (incluindo Estados Unidos, Austrália e Reino Unido no início de 2019) tomaram medidas para restringir ou eliminar o uso de equipamentos chineses em suas respectivas redes 5G. Vendedores chineses e o governo chinês negaram as alegações de espionagem. Em 7 de outubro de 2020, o Comitê de Defesa do Parlamento do Reino Unido divulgou um relatório alegando que havia evidências claras de conluio entre a Huawei, o Estado chinês e o Partido Comunista Chinês. O Comitê de Defesa do Parlamento do Reino Unido disse que o governo deveria considerar a remoção de todos os equipamentos da Huawei de suas redes 5G antes do planejado.

## Desinformação e teorias da conspiração
Existem várias alegações desmentidas e teorias da conspiração em torno do 5G, algumas das quais se tornaram particularmente prevalentes durante a pandemia de COVID-19. Isso ocorre por conta de um desconhecimento generalizado sobre o fenômeno e seu funcionamento, o que acaba gerando especulações sensacionalistas e abrindo espaço para a desinformação.

### Saúde
Apesar da incompreensão da tecnologia 5G, existe um consenso científico de que ela é segura, e portanto, inofensiva à saúde humana. Suposições sobre seu efeito são pautadas na ideia de que seres humanos seriam cobaias para experimentos de uma tecnologia nunca antes testada, o 5G. No entanto, tais noções não são baseadas em evidências científicas e contrariam as formulações de pesquisadores que trabalham com o tópico há anos.
Dentre muitas teorias da conspiração, uma série de preocupações correspondem à disseminação na mídia e internet sobre uma relação direta entre a exposição a esta radiação e uma consequente debilidade na saúde. No entanto, não existem estudos que comprovem uma correlação de causa e efeito como a citada.
Tem havido uma série de preocupações com a disseminação da desinformação na mídia e pela internet sobre os efeitos potenciais da tecnologia 5G na saúde. Escrevendo no The New York Times em 2019, William Broad relatou que a RT America começou a exibir uma programação ligando o 5G a efeitos prejudiciais à saúde que carecem de evidências científicas, como câncer no cérebro, infertilidade, autismo, tumores cardíacos e doença de Alzheimer. Broad afirmou que as alegações aumentaram. A RT America havia produzido sete programas sobre esse tema em meados de abril de 2019, mas apenas um em todo o ano de 2018. A cobertura da rede se espalhou para centenas de blogs e sites.

Espectro eletromágnético com cada característica indicada.

Diferente da radiação ionizante, o 5G, por sua baixa frequência de onda, não possui energia o suficiente para modificar as moléculas de DNA e não pode, assim, causar câncer.
Em 2019, 180 cientistas de 36 países escreveram à União Europeia solicitando uma pausa na implementação do 5G, por causa de suas preocupações sobre possíveis riscos à saúde. Em abril de 2019, a cidade de Bruxelas, na Bélgica, bloqueou um teste do 5G por causa das regras de radiação. Em Genebra, na Suíça, uma atualização planejada para o 5G foi interrompida pelo mesmo motivo. A Associação Suíça de Telecomunicações (ASUT) disse que os estudos não conseguiram demonstrar se as frequências 5G têm qualquer impacto na saúde.
De acordo com a CNET, membros do parlamento dos Países Baixos também estão pedindo ao governo que examine mais de perto o 5G. Vários líderes do Congresso dos Estados Unidos escreveram à Comissão Federal de Comunicações expressando preocupação sobre os riscos potenciais à saúde. Em Mill Valley, na Califórnia, o conselho municipal bloqueou a implantação de novas células sem fio do 5G. Preocupações semelhantes foram levantadas em Vermont e Nova Hampshire. A Administração de Alimentos e Medicamentos (FDA) dos Estados Unidos é citada dizendo que continua a acreditar que os limites de segurança atuais para a exposição à energia de radiofrequência de telefone celular permanecem aceitáveis para proteger a saúde pública. Após a campanha de grupos ativistas, uma série de pequenas localidades no Reino Unido, incluindo Totnes, Brighton e Hove, Glastonbury e Frome, aprovaram resoluções contra a implementação de mais infraestrutura 5G, embora essas resoluções não tenham impacto nos planos de implantação.

### Teorias da conspiração sobre COVID-19 e ataques incendiários
Durante a pandemia de COVID-19, várias teorias da conspiração que circularam online postularam uma ligação entre o coronavírus da síndrome respiratória aguda grave 2 (SARS-CoV-2) e o 5G.
A origem destas teorias da conspiração é a ligação entre o epicentro da pandemia, Wuhan, na China, e o grande número de torres de 5G na cidade. Entretanto, a tecnologia ainda não estava totalmente desenvolvida em Wuhan.

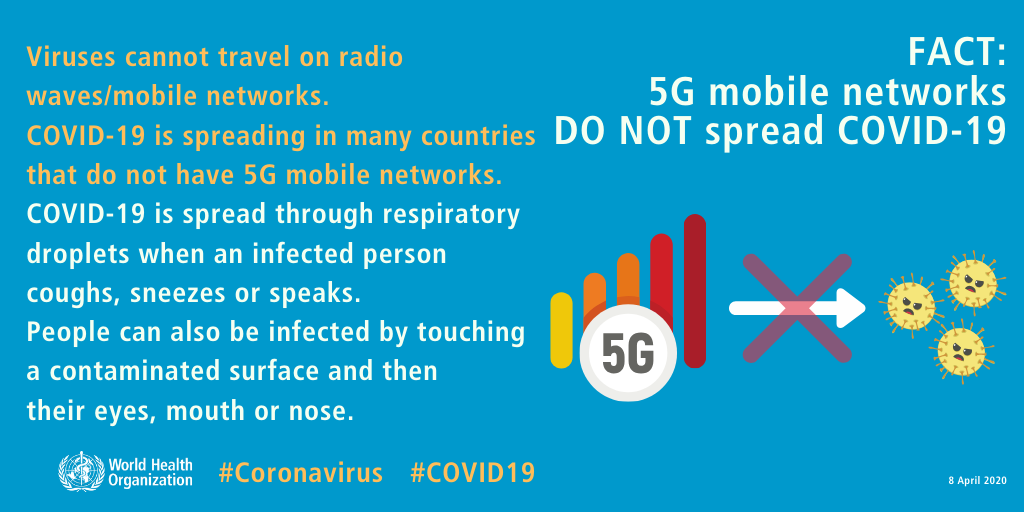
Aviso da OMS sobre desinformação relacionado ao 5G

Isso levou a crença de que, uma vez que a pandemia começou durante a implementação da tecnologia 5G, elas estavam de algum modo conectadas. A Organização Mundial da Saúde (OMS) informa publicamente que a nova rede de internet não propaga COVID-19 e que o vírus não circula nas ondas de rádios, ou nas conexões de rede móveis, sendo, assim, impossível contrair o vírus desta maneira. Além disso, o COVID-19 se espalhou em muitos países que ainda não têm a nova rede móvel de 5G.
Isso levou a dezenas de ataques incendiários em mastros de telecomunicações nos Países Baixos (Amsterdã, Rotterdam, etc.), na Irlanda (Cork, etc.), no Chipre, no Reino Unido (Dagenham, Huddersfield, Birmingham, Belfast e Liverpool), na Bélgica (Pelt), na Itália (Maddaloni), na Croácia (Bibinje) e na Suécia. Isso levou a pelo menos 61 suspeitos de ataques incendiários contra antenas de telefone somente no Reino Unido e mais de vinte nos Países Baixos.

## Mercado de serviços não 5G
Em várias partes do mundo, as operadoras lançaram várias tecnologias de marcas diferentes, como "5G Evolution", que anuncia a melhoria das redes existentes com o uso da "tecnologia 5G". No entanto, essas redes pré-5G são uma melhoria nas especificações das redes 4G LTE existentes que não são exclusivas do 5G. Embora a tecnologia prometa oferecer velocidades mais rápidas e seja descrita pela AT&T como uma "base para nossa evolução para 5G enquanto os padrões 5G estão sendo finalizados", ela não pode ser considerada um verdadeiro 5G. Quando a AT&T anunciou o 5G Evolution, 4x4 MIMO, a tecnologia que a AT&T está usando para fornecer velocidades mais rápidas, já havia sido implementada pela T-Mobile sem ser marcada como 5G. Alega-se que tal marca é um movimento de marketing que irá causar confusão com os consumidores, pois não está claro que tais melhorias não sejam verdadeiramente 5G.

## Redes 6G
Um estudo de 2020 oferece uma perspectiva interessante sobre o desenvolvimento 6G. Os principais objetivos deste documento em perspectiva foram definir os principais recursos potenciais do 6G, discutir as tecnologias de comunicação necessárias e explorar questões além das tecnologias de comunicação que poderiam dificultar pesquisas futuras e a implantação do 6G.
Os cientistas destacaram que a inteligência artificial pode desempenhar um papel particularmente importante nas comunicações 6G, trazendo uma onda significativa de inovação nas comunicações pessoais. Inteligência artificial e aprendizado de máquina podem trazer serviços e experiências de comunicação sem precedentes para os usuários. As comunicações 6G devem fornecer serviços aprimorados em termos de cobertura e taxas de dados e permitir que os usuários se conectem em qualquer lugar. Além disso, espera-se a adoção de redes de comunicação não convencionais para acessar a vários tipos de dados e transmiti-los através de sistemas convencionais de radiofrequência aprimorados, permitindo nova experiência de comunicação com existência e envolvimento virtual em qualquer lugar.

## Linha cronológica
- Em abril de 2008, a NASA fez parceria com Geoff Brown e Machine-to-Machine Intelligence (M2Mi) Corp para desenvolver uma abordagem de tecnologia de comunicação de quinta geração, embora amplamente preocupada em trabalhar com nanosats.[138]
- Em 2008, o programa sul-coreano de P&D de TI "de sistemas de comunicação móvel 5G baseados em acesso múltiplo por divisão de feixe e relés com cooperação de grupo" foi formado.[139]
- Em agosto de 2012, a Universidade de Nova Iorque fundou o NYU Wireless, um centro de pesquisa acadêmica multidisciplinar que realizou um trabalho pioneiro em comunicações sem fio 5G.[140][141][142]
- Em 8 de outubro de 2012, a Universidade de Surrey no Reino Unido garantiu £ 35 milhões para um novo centro de pesquisa sobre o 5G, financiado conjuntamente pelo Fundo de Investimento de Parceria de Pesquisa do Reino Unido (UKRPIF) do governo britânico e um consórcio de operadoras móveis internacionais e fornecedores de infraestrutura, incluindo Huawei, Samsung, Telefonica Europe, Fujitsu Laboratories Europe, Rohde & Schwarz e Aircom International. Ela ofereceu instalações de teste para operadoras móveis interessadas em desenvolver um padrão móvel que use menos energia e menor espectro de rádio, enquanto fornece velocidades mais rápidas do que o 4G atual, com aspirações de que a nova tecnologia estivesse pronta dentro de uma década.[143][144][145][146]
- Em 1 de novembro de 2012, o projeto da UE chamado de "Ativadores de Comunicações Móveis e Sem Fio para a Sociedade da Informação de 2020" (METIS) inicia suas atividades para a definição do 5G. O METIS alcançou um consenso global inicial sobre esses sistemas. Nesse sentido, o METIS desempenhou um papel importante na construção de consenso entre outras principais partes interessadas externas antes das atividades de padronização global. Isso foi feito iniciando e abordando o trabalho em fóruns globais relevantes (por exemplo, ITU-R), bem como em órgãos reguladores nacionais e regionais.[147]
- Também em novembro de 2012, foi lançado o projeto iJOIN EU, centrado na tecnologia de “small cell”, que se reveste de grande importância para o aproveitamento de recursos limitados e estratégicos, como o espectro das ondas radioelétricas. De acordo com Günther Oettinger, o Comissário Europeu para a Economia e Sociedade Digital (2014–2019), "uma utilização inovadora do espectro" é um dos fatores-chave no cerne do sucesso do 5G. Oettinger ainda o descreveu como "o recurso essencial para a conectividade sem fio do qual o 5G será o driver principal".[148] O iJOIN foi selecionado pela Comissão Europeia como um dos projetos de pesquisa 5G pioneiros para apresentar os primeiros resultados dessa tecnologia no Mobile World Congress 2015 (Barcelona, Espanha).
- Em fevereiro de 2013, o Grupo de Trabalho 5D do ITU-R (WP 5D) iniciou dois itens de estudo: (1) Estudo sobre a Visão IMT para 2020 e além, e; (2) Estudo sobre as tendências futuras da tecnologia para sistemas terrestres de IMT. Ambos com o objetivo de ter um melhor entendimento dos futuros aspectos técnicos das comunicações móveis para a definição da próxima geração móvel.[149]
- Em 12 de maio de 2013, a Samsung Electronics declarou ter desenvolvido um sistema "5G". A tecnologia principal tinha uma velocidade máxima de dezenas de Gbit/s (gigabits por segundo). Em teste, as velocidades de transferência para tal rede "5G" enviaram dados a cerca de 1.056 Gbit/s a uma distância de até 2 quilômetros com o uso de um MIMO 8×8.[150][151]
- Em julho de 2013, Índia e Israel concordaram em trabalhar em conjunto no desenvolvimento de tecnologias de telecomunicações de quinta geração (5G).[152]
- Em 1º de outubro de 2013, a NTT (Nippon Telegraph and Telephone), a mesma empresa a lançar a primeira rede 5G do mundo no Japão, ganhou o prêmio de Ministro de Assuntos Internos e Comunicações da CEATEC por esforços de P&D 5G.[153]
- Em 6 de novembro de 2013, a Huawei anunciou planos de investir um mínimo de U$ 600 milhões em P&D para redes 5G de próxima geração, capazes de velocidades 100 vezes mais rápidas do que as redes LTE modernas.[154]
- Em 3 de abril de 2019, a Coreia do Sul se tornou o primeiro país a adotar o 5G.[155] Poucas horas depois, a Verizon lançou seus serviços 5G nos Estados Unidos e contestou a alegação da Coreia do Sul de se tornar o primeiro país do mundo com uma rede 5G, porque, supostamente, o serviço 5G da Coreia do Sul foi lançado inicialmente para apenas seis celebridades sul-coreanas, para que a Coreia do Sul poderia reivindicar o título de ter a primeira rede 5G do mundo.[156] Mas na verdade, as três principais empresas de telecomunicações sul-coreanas (SK Telecom, KT e LG Uplus) adicionaram mais de 40.000 usuários à sua rede 5G no dia do lançamento.[157]
- Em junho de 2019, as Filipinas se tornaram o primeiro país do Sudeste Asiático a implantar uma rede 5G depois que a Globe Telecom lançou comercialmente seus planos de dados 5G para os clientes.[158]
- A AT&T traz o serviço 5G para consumidores e empresas em dezembro de 2019, antes dos planos de oferecer 5G em todo o país no primeiro semestre de 2020.[159][160]
- Em 2019 foi assinada uma declaração entre a Áustria e a Bielorrússia com a participação da empresa A1, visando impulsionar o desenvolvimento da banda larga e da tecnologia digital, o que incluiu o 5G.[161] Em 23 de janeiro de 2020, o provedor de serviços MTS Belarus lançou zonas de teste, com equipamentos Huawei e Cisco, de uma rede 5G NSA em Minsk.[162] Em 27 de fevereiro de 2020, foi assinado um memorando pelo qual a Huawei se tornou o fornecedor de equipamentos para uma zona 5G exemplar. No dia 22 de maio de 2020 a A1, em parceria com a ZTE, lançou a primeira rede 5G SA na Bielorrússia, em modo teste, em Minsk,[163] e no dia 25 de maio fez a primeira chamada no CIS por meio da tecnologia VoNR (Voice over New Radio) para a transmissão de voz via 5G.[164] Em 22 de maio de 2020, a MTS Belarus lançou uma rede 5G SA em uma arena esportiva de Minsk.[165] Em 28 de maio de 2020, a operadora de infraestrutura bielorrussa beCloud lançou, em modo de teste, uma rede 5G NSA, com 20 estações base.[166]

## Em Portugal
Em Portugal, o leilão dos direitos de utilização do espectro para implementação da tecnologia estava marcado para outubro de 2020, mas devido aos atrasos ocasionados pela pandemia de COVID-19 o leilão começou em 22 de dezembro de 2020.
O leilão mudou duas vezes as regras com o objetivo de acelerar o processo.
As principais operadoras – NOS, MEO e Vodafone – foram vozes ativas no que diz respeito a mostrar o seu descontentamento. Os três operadores até entraram com providências cautelares mas ainda não foram decididas.
Depois de 1727 rondas e mais de 9 meses, ficou concluído em 27 de outubro de 2021. Seis empresas adquiriam espectro e o encaixe potencial para o Estado é de 566,8 milhões de euros. As empresas que adquiriam faixas do espectro para obter licenças de operação da rede de quinta geração móvel são MEO, NOS e Vodafone, Dense Air, Dixarobil e NOWO.
A Autoridade Nacional de Comunicações (Anacom) divulgou um balanço sobre a implementação do 5G em Portugal, no qual realça que até à data de 31 de março de 2023 só há três concelhos que ainda não têm antenas 5G: Pedrógão Grande, Vila Viçosa e Corvo.

## No Brasil
Em julho de 2020, a Vivo e a Claro iniciaram os testes da tecnologia 5G no Brasil. Os clientes dessas operadoras (que possuem aparelhos 5G) passaram a ter acesso à rede de quinta geração em algumas cidades já a partir daquele mês, enquanto a Tim disponibilizou redes apenas em setembro. Por se tratar de uma "prévia" do funcionamento da tecnologia, o serviço oferecido no Brasil tem algumas limitações. Para funcionar com capacidade máxima, o 5G precisa ser transmitido na faixa de frequência de 3,5 GHz, ainda indisponível para as operadoras brasileiras. Por enquanto, a rede funcionará por meio de DSS (compartilhamento dinâmico de espectro), "emprestando" as faixas de frequência do 3G e do 4G, o que implica velocidade menor.
Em entrevista à Rádio Bandeirantes, Fábio Faria, ministro das Comunicações, declarou que o aguardado leilão de frequências para a rede 5G no Brasil acontecerá entre abril e maio de 2021. Ele disse ainda que a equipe responsável vem desenvolvendo um trabalho técnico que mede quem pode trazer mais benefícios ao país a partir da quinta geração da internet móvel.
A Organização para Cooperação e Desenvolvimento Econômico (OCDE), afirma que o leilão que será realizado no Brasil deverá ser o maior leilão de espectro 5G de todos os tempos. A Organização também recomenda que o país garanta um "mercado competitivo".
O leilão das redes 5G no Brasil já superou os limites econômicos para se tornar uma questão de política externa, que se enquadra nas tensões comerciais entre os Estados Unidos e a China.
Em abril de 2021, as empresas Nokia e Vivo proporcionaram a realização de uma videochamada entre o Ministro das Comunicações, Fábio Faria, e o Presidente do Brasil, Jair Bolsonaro, para demonstrar a tecnologia 5G standalone no padrão release 16, utilizando a faixa de 3,5 GHz.

### Leilão
No dia 24 de Setembro de 2021, a ANATEL, divulgou a aprovação do edital para o LEILÃO da tecnologia, ficando marcado para o dia 4 de novembro. Com isso, a entidade estipulou que até julho de 2022, todas as capitais e o distrito federal, já receberiam o sinal, inicialmente. Também foi divulgado que o leilão não teria fins arrecadatórios, e os valores resultantes da operação, seriam reinvestidos em obras de modernização da infraestrutura no setor das telecomunicações.
No dia 4 de novembro, com o resultado do leilão, a faixa de frequência 3,5 GHz, a Claro ficou com o lote B1 ao oferecer R$ 338 milhões, a Vivo com o lote B2 ao oferecer R$ 420 milhões, a TIM Brasil com o lote B3, que vai pagar R$ 351 milhões. O edital previa um quarto lote, mas não houve lances. A faixa de 700 MHz foi adquirida pela empresa Winity II Telecom, que deu um lance de R$ 1,427 bilhão, valor 805% superior ao mínimo exigido. Para a faixa de 3,5 GHz, de lotes regionais, as vencedoras foram: Brisanet (Nordeste e Centro-Oeste), Sercomtel (Norte e Estado de São Paulo), Consórcio 5G Sul (região Sul), além da Cloud2U, que vai atuar nos estados do Rio de Janeiro, Espírito Santo e Minas Gerais e Algar Telecom, com atuação prevista para algumas localidades em Minas Gerais, Mato Grosso do Sul, Goiás e São Paulo. O direito de exploração das faixas será de até 20 anos. Foram arrecadados R$ 46,8 bilhões com o leilão, dos quais R$ 39,4 bilhões são para investimentos e R$ 7,4 bilhões para o Tesouro Nacional por meio de outorgas. No entanto, como o 5G interfere em imagens e sons de receptores parabólicos, cerca de 20 milhões de pessoas precisariam trocar os aparelhos. Cerca de metade dos usuários terão que pagar pelos novos equipamentos que suportarão a Banda Ku, já que a frequência atual destas antenas (A Banda C) será descontinuada em todo o país a partir de 31 de dezembro de 2025. Outras 10 milhões de pessoas, podem receber os equipamentos gratuitamente através de um consórcio formado por Claro, TIM e Vivo em ate 90 dias após a implementação da rede nos municípios.
Parte do valor de R$ 7,5 bilhões foi convertido em compromissos, resultando em um total de R$ 4,9 milhões em outorgas a ser pagas em dinheiro pelas proponentes.
| Frequência                                               | Vencedora        | Lotes | Outorga                                                                         | Compromissos de investimentos |
| -------------------------------------------------------- | ---------------- | --- | ------------------------------------------------------------------------------- | ----------------------------- |
| 700 MHz nacional (ampliação da rede 4G)                  | Winity II        | A1 | R$ 1,4 bilhão (Ágio de 805%)                                                    | R$ 2,8 bilhões                |
| 3,5 GHz nacional (exclusivamente 5G)                     | Vivo             | B2 | R$ 420 milhões (ágio de 30,69%)                                                 | R$ 25,5 bilhões               |
| 3,5 GHz nacional (exclusivamente 5G)                     | Vivo             | D35 | R$ 80,3 milhões                                                                 | R$ 25,5 bilhões               |
| 3,5 GHz nacional (exclusivamente 5G)                     | Claro            | B1 | R$ 338 milhões (ágio de 5,18%)                                                  | R$ 25,5 bilhões               |
| 3,5 GHz nacional (exclusivamente 5G)                     | Claro            | D33 | R$ 80,3 milhões                                                                 | R$ 25,5 bilhões               |
| 3,5 GHz nacional (exclusivamente 5G)                     | TIM              | B3 | R$ 351 milhões (ágio de 9,22%)                                                  | R$ 25,5 bilhões               |
| 3,5 GHz nacional (exclusivamente 5G)                     | TIM              | D34 | R$ 80,3 milhões                                                                 | R$ 25,5 bilhões               |
| 3,5 GHz regional (exclusivamente 5G)                     | Brisanet         | C4 e C5 | R$ 1,25 bilhão; R$ 105 milhões                                                  | R$ 7,5 bilhões                |
| 3,5 GHz regional (exclusivamente 5G)                     | Sercomtel        | C2 (Norte e São Paulo)                                                                                                 | R$ 82 milhões                                                                   | R$ 7,5 bilhões                |
| 3,5 GHz regional (exclusivamente 5G)                     | Consórcio 5G Sul | C6 (Sul) | R$ 73,6 milhões                                                                 | R$ 7,5 bilhões                |
| 3,5 GHz regional (exclusivamente 5G)                     | Cloud2U          | C7 (Sudeste exceto SP)                                                                                                 | R$ 405,1 milhões                                                                | R$ 7,5 bilhões                |
| 3,5 GHz regional (exclusivamente 5G)                     | Algar Telecom    | C8 (parte do Sudeste e Centro-Oeste)                                                                                   | R$ 2,35 milhões                                                                 | R$ 7,5 bilhões                |
| 2,3 GHz regional (4G com futuro compartilhamento com 5G) | Vivo             | E7 (Sudeste exceto SP), F1 (Norte), F3 (São Paulo), F5 (Centro-Oeste)                                                  | R$ 176,4 milhões; R$ 29 milhões; R$ 231 milhões; R$ 30 milhões, respectivamente | R$ 9,3 bilhões                |
| 2,3 GHz regional (4G com futuro compartilhamento com 5G) | Claro            | E1 (Norte), E3 (Centro-Oeste), E5 (Sul), E6 (São Paulo), E8 (parte do Sudeste e Centro-Oeste)                          | R$ 72 milhões; R$ 750 milhões; R$ 150 milhões; R$ 210 milhões; R$ 32 milhões    | R$ 9,3 bilhões                |
| 2,3 GHz regional (4G com futuro compartilhamento com 5G) | Tim              | F6 (Sul) e F7 (Sudeste exceto São Paulo)                                                                               | R$ 94 milhões; R$ 450 milhões                                                   | R$ 9,3 bilhões                |
| 2,3 GHz regional (4G com futuro compartilhamento com 5G) | Brisanet         | E4 (Nordeste) | R$ 111,3 milhões                                                                | R$ 9,3 bilhões                |
| 2,3 GHz regional (4G com futuro compartilhamento com 5G) | Algar            | F8 (parte do Sudeste e Centro-Oeste)                                                                                   | R$ 57 milhões                                                                   | R$ 9,3 bilhões                |
| 26 GHz nacional (5G)                                     | Claro            | G1 e G2 | R$ 52.8 milhões por lote                                                        | R$ 2,6 bilhões                |
| 26 GHz nacional (5G)                                     | Vivo             | G3, G4 e G5 | R$ 52.8 milhões por lote                                                        | R$ 2,6 bilhões                |
| 26 GHz nacional (5G)                                     | Tim              | I6 | R$ 27 milhões                                                                   | R$ 2,6 bilhões                |
| 26 GHz regional (5G)                                     | Tim              | H19 (Sul), H25 (Sudeste exceto São Paulo), H31 (São Paulo), J20 (Sul), J26 (Sudeste exceto São Paulo), J33 (São Paulo) | R$ 8 milhões, R$ 11 milhões, R$ 12 milhões, R$ 27 milhões; R$ 4 milhões         | R$ 549 milhões                |
| 26 GHz regional (5G)                                     | Algar            | H37, H38, H39, H40 e H41 (Parte do Sudeste e Centro-Oeste)                                                             | R$ 935 mil; R$ 935 mil; 1,037 milhão os demais                                  | R$ 549 milhões                |
| 26 GHz regional (5G)                                     | Neko             | J32 (São Paulo) | R$ 8,49 milhões                                                                 | R$ 549 milhões                |

### Cronologia de implantação 5G no Brasil
No dia 6 de julho de 2022, a capital federal Brasília foi a primeira localidade a ser ativada a tecnologia 5G.
Em 29 de julho do mesmo ano, Porto Alegre, João Pessoa e Belo Horizonte também tiveram o serviço implementado.
Em 4 de agosto do ano corrente, São Paulo teve as antenas da faixa principal do 5G ativadas.
Já em 16 de agosto foi a vez de Curitiba, Goiânia e Salvador terem os serviço de 5G implantados.
Em 22 de agosto outras quatro capitais também tiveram o serviço 5G ativo: Florianópolis, Palmas, Rio de Janeiro e Vitória.
O sinal 5G foi ativado em mais 3 capitais a partir de 5 de setembro de 2022. O sinal foi ligado em Fortaleza (CE), Recife (PE) e Natal (RN) após aval da Agência Nacional de Telecomunicações (Anatel).
Em 19 de setembro de 2022, Aracaju, Boa Vista, Campo Grande, Cuiabá, Maceió, São Luís e Teresina foram liberadas pela Agência Nacional de Telecomunicações (Anatel) para contar com a faixa 3,5 gigahertz (GHz) do 5G.
Em 6 de outubro de 2022, mais cinco cidades da região Norte tiveram a liberação para uso de 5G sendo assim Belém, Macapá, Manaus, Porto Velho e Rio Branco.
No dia 30 de janeiro de 2023, a Claro anunciou sua primeira expansão de cobertura 5G para cidades que não sejam capitais. A operadora anunciou o início da rede de quinta geração em 38 novos municípios de 10 estados brasileiros.
- Serra (ES)
- Aparecida de Goiânia (GO)
- Três Lagoas (MS)
- Ananindeua (PA)
- Castanhal (PA)
- Vigia (PA)
- Jaboatão dos Guararapes (PE)
- Londrina (PR)
- Belford Roxo (RJ)
- Duque de Caxias (RJ)
- Niterói (RJ)
- Nova Iguaçu (RJ)
- São Gonçalo (RJ)
- Caxias do Sul (RS)
- Aparecida (SP)
- Bady Bassitt (SP)
- Bauru (SP)
- Campinas (SP)
- Carapicuíba (SP)
- Cubatão (SP)
- Embu das Artes (SP)
- Francisco Morato (SP)
- Guarujá (SP)
- Guarulhos (SP)
- Jaguariúna (SP)
- Jundiaí (SP)
- Nova Odessa (SP)
- Osasco (SP)
- Ribeirão Preto (SP)
- Santo André (SP)
- Santos (SP)
- São Bernardo do Campo (SP)
- São Caetano do Sul (SP)
- São José dos Campos (SP)
- São Vicente (SP)
- Sorocaba (SP)
- Taboão da Serra (SP)
- Araguaína (TO)

Em 25 de maio de 2023, a Agência Nacional de Telecomunicações (Anatel) informou que operadoras de telefonia poderão solicitar, a partir de 30 de maio, o sinal 5G em mais de 459 municípios, onde habitam aproximadamente 138 milhões de brasileiros — cerca de 64,7% da população do Brasil.